# Marinček
Marinček je priimek več znanih Slovencev:
- Borut Marinček (1915—2004), kemik, metalurg, univ. prof. (Švica)
- Črt Marinček (*1945), zdravnik fiziater, univ. prof.
- Danica Rainer (r. Marinček) (1925—2012), zdravnica
- Darja Marinček Prosenc (*1958), krajinska arhitektka
- Edo Marinček, publicist, biograf (Peter Florjančič), taksist
- Gorazd Marinček, okoljski aktivist (Slovenski E-forum, društvo za energetsko ekonomiko in ekologijo)
- Ivan Marinček star. (1898—1990), geometer
- Ivan (Žan) Marinček (1922—2020), filmski snemalec in montažer, mojster fotografije
- Ivanka Mežan, por. Marinček (*1926), igralka
- Jože Marinček, "podatkovni znanstvenik" (data scientist)
- Lojze Marinček (1932—2023), gozdar, fitocenolog in politik
- Maja Žumer (r. Marinček) (*1953), informatičarka, univ. prof.
- Marko Marinček (*1963), fizik (fotonika, fizika laserskih izvirov), izr. član IAS
- Miloš Marinček (1918—2005), gradbenik, strokovnjak za metalne konstrukcije, univ. profesor
- Miša Marinček (*1985), rokometašica
- Tone Marinček (1888—1942), sindikalist, politik
- Tone Marinček (1916—1975), generalmajor JLA
- Matej Marinček (*1978), vizualni umetnik, videast in scenograf